# Anna Nicole Smith
Anna Nicole Smith, echte naam Vicky Lynn Hogan, (Houston (Texas), 28 november 1967 - Hollywood (Florida), 8 februari 2007) was een Amerikaans model en actrice.

## Biografie
Smith werd in januari 1993 tot Playmate van het jaar gekozen door het tijdschrift Playboy. In juni 1994 verkreeg ze internationale bekendheid toen ze op 26-jarige leeftijd een 89-jarige miljardair trouwde. Ze had haar bejaarde echtgenoot, de oliemagnaat J. Howard Marshall, in 1991 leren kennen toen ze als danseres in een stripclub werkte. Marshall overleed op 4 augustus 1995, waarna een langdurig conflict over de erfenis uitbrak tussen Smith en de kinderen van Marshall. Op het moment van haar dood was dat conflict nog steeds onder de rechter.
Op 10 september 2006 overleed haar zoon Daniel Smith (die ze kreeg met haar eerste echtgenoot Billy Smith) plotseling op twintigjarige leeftijd, drie dagen na de geboorte van haar dochter Dannielynn. Daniel Smith zou zijn overleden aan een combinatie van methadon en antidepressiva. Twee weken na de dood van haar zoon trouwde Smith met haar advocaat, Howard K. Stern. Het huwelijk was echter niet wettelijk bindend.
Op 8 februari 2007 werd Smith buiten bewustzijn gevonden in een kamer van het Seminole Hard Rock Hotel and Casino in Hollywood (Florida). Ze werd vervoerd naar het Memorial Regional Hospital, maar bij aankomst aldaar was reeds duidelijk dat de dood was ingetreden. Anna Nicole Smith overleed op 39-jarige leeftijd. Aanvankelijk werd gedacht dat er, net als bij haar zoon, drugs in het spel waren, maar bij een eerste lijkschouwing werden geen sporen van drugs gevonden. Pas op 23 februari 2007 werd door een Amerikaanse rechter bepaald dat ze op de Bahama's begraven zou worden, naast haar pas overleden zoon.
Op 2 maart 2007 werd het lichaam van Smith met een vliegtuig naar de Bahama's gevlogen, waar ze op de Lakeview Memorial Garden begraafplaats werd begraven. Pas op 26 maart 2007 werd duidelijk dat ze overleden was aan een overdosis medicijnen (een combinatie van pijnstillers en antidepressiva). Kwade opzet werd uitgesloten.
Een aantal mannen beweerde de vader te zijn van Anna Nicoles dochtertje Dannielynn. De mogelijke vaders waren: Anna Nicoles laatste partner en advocaat Howard K. Stern, prins Frédéric Prinz von Anhalt (de echtgenoot van Zsa Zsa Gábor) en de fotograaf Larry Birkhead. Op 10 april 2007 bleek uit de DNA-test dat Larry Birkhead de vader van Dannielynn is.
Smith hield zich ook bezig met dierenrechten. Zo trad ze op in advertenties voor PETA en bekritiseerde ze de jacht op zeehonden voor bont.
Op 19 februari 2011 ging in het Royal Opera House Covent Garden in Londen de opera "Anna Nicole" in première. Componist was Mark-Anthony Turnage en Richard Thomas schreef het libretto. Lifetime bracht in 2013 een biopic over Smith uit, geregisseerd door Mary Harron. Smith wordt hierin gespeeld door Agnes Bruckner.

## Filmografie
- Playboy: Playmate Private Pleasures (1992) - zichzelf
- Playboy Video Playmate Calendar 1993 (1992) - zichzelf
- Playboy Video Centerfold: Tiffany Sloan (1992) - zichzelf
- Playboy Video Centerfold: Playmate of the Year Anna Nicole Smith (1993) - zichzelf
- Playboy Video Playmate Calendar 1994 (1993) - zichzelf
- Playboy Video Playmate Review 1993 (1993) - zichzelf
- The Hudsucker Proxy (1994) - Za-Za
- Naked Gun 33⅓: The Final Insult (1994) - Tanya Peters
- To the Limit (1995) - Colette Dubois/Vickie Linn
- Playboy: The Best of Anna Nicole Smith (1995) - zichzelf
- Edenquest: Anna Nicole Smith (1995) - zichzelf
- Skyscraper (1997) - Carrie Wisk
- Anna Nicole Smith: Exposed (1998) - zichzelf
- Portrait of a Pin-Up Queen: Anna Nicole Smith (1998) - zichzelf
- Playboy: The Complete Anna Nicole Smith (2000) - zichzelf
- Wasabi Tuna (2003) - zichzelf
- Be Cool (2005) - zichzelf
- Illegal Aliens (2007) - Lucy (postuum uitgebracht)
- Christmas in Wonderland (2007) - zichzelf (postuum release)
- Anna Nicole: An Unfinished Life (2007) - zichzelf (postuum release, documentaire)
- Craptastic! (2012) - zichzelf (postuum release, documentaire)
- "Anna Nicole Smith: You Don't Know Me“ (2023) (documentaire)